# Tovohery Rabenandrasana
Tovohery Rabenandrasana (sinh ngày 12 tháng 11 năm 1987) là một cầu thủ bóng đá người Madagascar hiện tại thi đấu cho Academie Ny Antsika, anh từng thi đấu theo dạng cho mượn cho AA Antsirabe.